# Hermann Wetzler
Hermann Wetzler est un organiste, chef d'orchestre et compositeur américain né le 8 septembre 1870 à Francfort-sur-le-Main et mort le 29 mai 1943 à New York.

## Biographie
Hermann Hans Wetzler naît le 8 septembre 1870 à Francfort-sur-le-Main, de parents américains,,.
Il passe son enfance aux États-Unis avant de retourner en 1882 dans sa ville natale pour sa formation musicale. Il étudie au Conservatoire Hoch, où il est élève de Clara Schumann en piano, d'Iwan Knorr en contrepoint et d'Engelbert Humperdinck en composition, notamment,.
Hermann Wetzler s'installe ensuite aux États-Unis, où il est organiste à Trinity Church entre 1897 et 1901,.
En 1903, il crée les Wetzler Symphony Concerts, qui connaissent le succès. Richard Strauss y dirige une série de quatre concerts en février et mars 1904, au cours desquels est notamment créée la Sinfonia Domestica,.
En 1905, Wetzler retourne en Allemagne, où il occupe divers postes de chef d'orchestre d'opéra, à Hambourg, Riga, Halle, Lübeck et Cologne. À compter de 1923, il n'a plus de poste permanent mais se produit en Europe comme chef invité à la tête de plusieurs formations, avec les sociétés philharmoniques royales de Londres et de Berlin ou l'orchestre du Gürzenich de Cologne,.
Il se retire à Ascona, en Suisse, avant de revenir en 1940 à New York, où il meurt le 29 mai 1943,,. Durant son séjour en Suisse, à la fin des années 1920, il fait la connaissance de l'écrivain Thomas Mann. Après avoir entretenu une brève correspondance avec lui, le musicien semble avoir servi de modèle pour le personnage de Wendell Kretzschmar dans le roman de Mann Le Docteur Faustus.
Comme auteur, Hermann Wetzler a publié Wege zur Musik (Leipzig, 1938).
Comme compositeur, il s'inscrit dans une esthétique post-romantique. Influencé par Richard Strauss, Wetzler traite l'orchestre en virtuose et se distingue dans le genre de la musique à programme, avec une Fantaisie symphonique, Visionen, une Symphonie concertante pour violon et orchestre et la légende symphonique Assisi, lauréate d'un prix de la Chicago North Shore Festival Association.
Il également l'auteur d'un opéra, Die Baskische Venus, de mélodies, de chœurs et de partitions de musique de chambre.

## Œuvres
Parmi les œuvres d'Hermann Wetzler, figurent, :

### Opéras
- Die Baskische Venus, op. 14, d'après La Vénus d'Ille de Prosper Mérimée, créé à Leipzig le 18 novembre 1928 (opéra dont est tirée la suite de concert Symphonic Dance in the Basque Style[11]) ;
- une musique de scène, op. 7, pour As You Like It de Shapespeare (1917).

### Musique pour orchestre
- Symphonic Fantasy , op. 10 (1922) ;
- Visionen , op. 12 (1923) ;

- Assisi, op. 13, légende (1924) ;
- Symphonie concertante pour violon et orchestre, op. 15 (1932).

### Autres
De la musique de chambre, dont un quatuor à cordes, op. 18 (1937), de la musique vocale, dont un Magnificat pour soprano, chœur de garçons ou de femmes et orgue, op. 16 (1936), des chœurs et des mélodies.

### Ouvrages généraux
- Theodore Baker et Nicolas Slonimsky (trad. de l'anglais par Marie-Stella Pâris, préf. Nicolas Slonimsky, édition adaptée et augmentée par Alain Pâris), Dictionnaire biographique des musiciens [« Baker's Biographical Dictionary of Musicians »], t. 3 : P-Z, Paris, Robert Laffont, coll. « Bouquins », 1995 (réimpr. 1905, 1919, 1940, 1958, 1978), 8e éd. (1re éd. 1900), 4 728 p. (ISBN 2-221-07778-4).
- (en) Karl Geiringer et Michael Meckna (rév.), « Wetzler, Hermann (Hans) », dans Grove Music Online, Oxford University Press, 2001.  .

### Monographies
- (de) Heinrich Aerni, Zwischen USA und Deutschem Reich. Hermann Hans Wetzler (1870–1943). Dirigent und Komponist, Kassel, Bärenreiter, coll. « Schweizer Beiträge zur Musikforschung » (no 22), 2015, 476 p. (ISBN 978-3-7618-2358-3).

### Articles
- (de) Heinrich Aerni, « Thomas Mann und Hermann Hans Wetzler: Neue Quellen zum deutsch-amerikanischen Dirigenten und Komponisten Hermann Hans Wetzler (1870–1943) als Modell für Wendell Kretzschmar in Doktor Faustus », Thomas Mann Jahrbuch, no 27,‎ 2014, p. 171–197.